# 560 v. Chr.
Portal Geschichte | Portal Biografien | Aktuelle Ereignisse | Jahreskalender | Tagesartikel

◄ |
7. Jahrhundert v. Chr. |
6. Jahrhundert v. Chr. |
5. Jahrhundert v. Chr. |
►

◄ | 580er v. Chr. | 570er v. Chr. | 560er v. Chr. | 550er v. Chr. |
540er v. Chr. |
►

◄◄ | ◄ | 563 v. Chr. | 562 v. Chr. | 561 v. Chr. | 560 v. Chr. |
559 v. Chr. |
558 v. Chr. |
557 v. Chr. |
► |
►►

## Ereignisse

### Politik und Weltgeschehen
- Der neubabylonische König Amēl-Marduk wird in seinem zweiten Regierungsjahr ermordet. Ihm folgt sein Schwager Nergal-šarra-uṣur (Akzessionsjahr). Seine erste Anordnung als Thronfolger stammt vom 4. August.
- Der griechische Politiker Peisistratos stürmt mit einer Schar bewaffneter Anhänger die Akropolis und lässt sich zum Tyrannen ausrufen. Er wird wenig später von Lykurg und Megakles gestürzt.

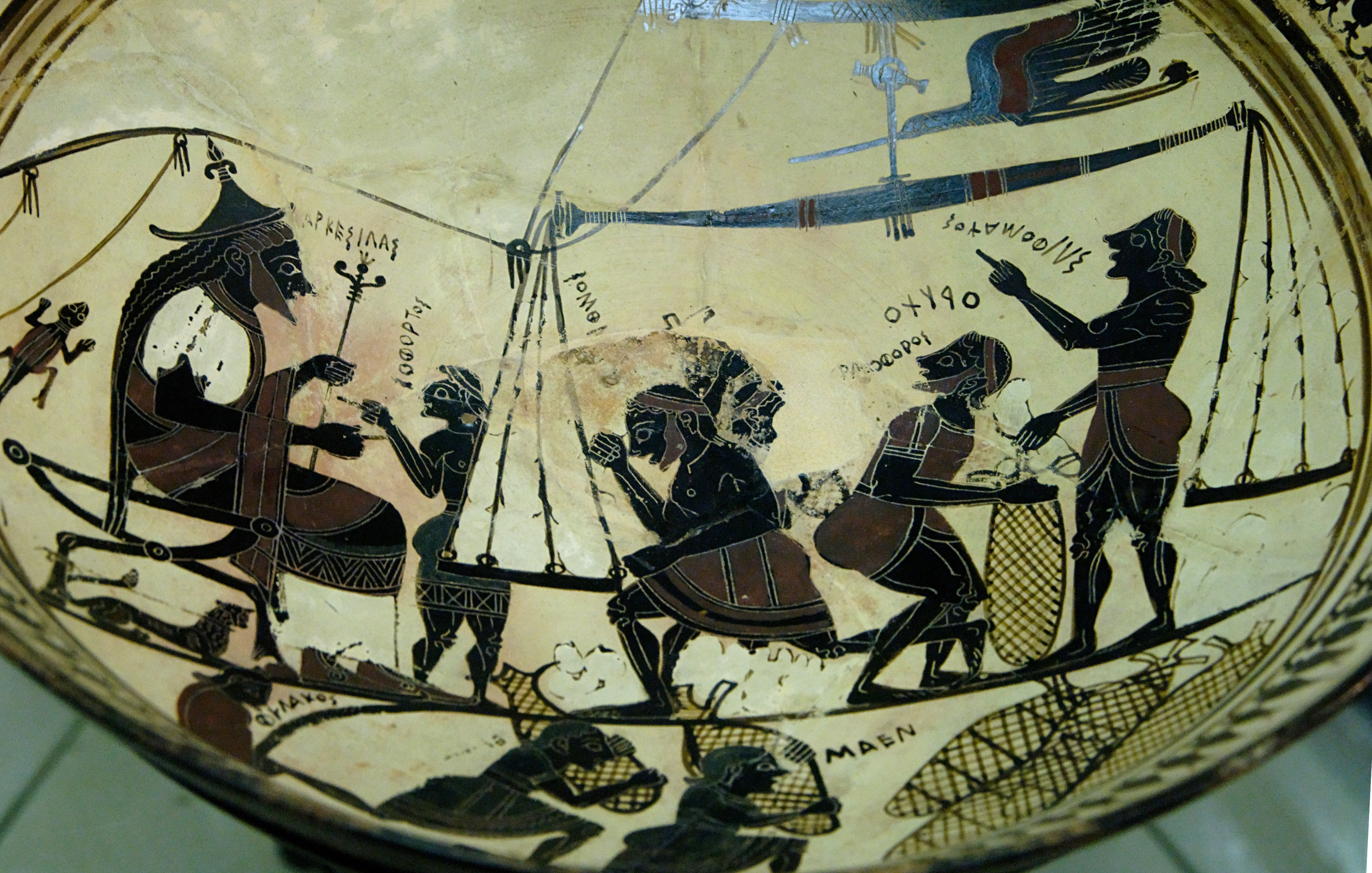
Bildnis des Arkesilaos II. auf der Arkesilas-Schale

- 565/560 v. Chr.: Arkesilaos II. wird als Nachfolger seines Vaters Battos II. König von Kyrene.

### Wissenschaft und Technik
- Im babylonischen Kalender fällt das babylonische Neujahr des 1. Nisannu auf den 19.–20. März[1]; der Vollmond im Nisannu auf den 2.–3. April[1] und der 1. Tašritu auf den 12.–13. September[1].[2]

### Kultur
- um 560 v. Chr.: Der Amphiaraos-Maler fertigt in Korinth den Amphiaraos-Krater. Der Kolonettenkrater ist eines der Hauptwerke der rotgrundigen Vasenmalerei Korinths.
- um 560 v. Chr.: Der Tydeus-Maler fertigt in Korinth zahlreiche spätkorinthisch-schwarzfigurige Vasen.

## Gestorben
- Amēl-Marduk, babylonischer König
- um 560 v. Chr.: Solon, athenischer Politiker und Reformer
- 565/560 v. Chr.: Battos II., König von Kyrene